# Haven't Felt This Great Since 1988
Haven't Felt This Great Since 1988 er debutpladen fra Mattias Kolstrups soloprojekt Liberty. Kolstrups tidligere band Dúné gik i opløsning i August 2018 og han begyndte derefter arbejdet på sit soloprojekt Liberty. Først skulle Mattias dog lære at syge igen da hans stemme havde voldt ham problemer og ikke længere fungerede som i Dúné-tiden Albummet blev indspillet i December 2019 med Fridolin Nordsø, Fredrik Tao Nordsø og Arto Eriksen i producerstolen. Udgivelsen af albummet blev udskudt af flere omgange pga. Covid-19 pandemien, men udkom endelig d. 19. Juni 2020.

## Spor
| 1.            | "1988"                 | Mattias Kolstrup, Drew Sycamore, Frederik Jyll, Viktoria Siff Hansen, Fridolin Nordsø, Frederik Tao Nordsø | Fridolin Nordsø Frederik Tao Nordsø, Arto Eriksen | 03.27  |
| 2.            | "Closure"              | Kolstrup, Piotrek Wasilewski, Ole Bjórn, Karl-Frederik Reichhardt, Nordsø, Nordsø                          | Nordsø, Nordsø, Eriksen                           | 03.12  |
| 3.            | "Paradise On Fire"     | Kolstrup, Sycamore, Oliver Cilvic, Nordsø, Nordsø                                                          | Nordsø, Nordsø, Eriksen                           | 03.28  |
| 4.            | "Doom & Gloom"         | Kolstrup, Nicklas Sahl, Nordsø, Nordsø                                                                     | Nordsø, Nordsø, Eriksen                           | 02.35  |
| 5.            | "I'm Back"             | Kolstrup, Tim Schou, Søren Christensen, Nordsø, Nordsø                                                     | Nordsø, Nordsø, Eriksen                           | 03.08  |
| 6.            | "With Anything"        | Kolstrup, Sycamore, Nordsø, Nordsø                                                                         | Nordsø, Nordsø, Eriksen                           | 02.35  |
| 7.            | "Come A Little Closer" | Kolstrup, Arto Eriksen, Nordsø, Nordsø                                                                     | Nordsø, Nordsø, Eriksen                           | 02.12  |
| 8.            | "Viva La Illusion"     | Kolstrup, Nordsø, Nordsø                                                                                   | Nordsø, Nordsø, Eriksen                           | 02.39  |
| Total længde: | Total længde:          | Total længde:                                                                                              | Total længde:                                     | 23 min |

## Personnel
- Mattias Kolstrup – Vokaler, guitar, bas, keyboards, klaver, percussion.
- Fridolin Nordsø - Trommer, guitar, bas, keyboard, klaver, percussion, kor, programmering.
- Frederik Tao Nordsø - Guitar, bas, keyboard, klaver, percussion, kor, programmering.
- Arto Eriksen - Keyboards, laser, kor, trommer, programmering, Flügelhorn, Philicorda orgel, scratch, Harmonium

### Produktion
- Fridolin Nordsø
- Frederik Tao Nordsø
- Arto Eriksen